# John Travolta Wannabe
Albums de T-ara
Temptastic
(2010)
John Travolta Wannabe est le 2e mini album de T-ara, sorti sous le label Core Contents Media le 30 juin 2011 en Corée du Sud.

## Liste des titres
| 1. | Roly-Poly                                | 3:34 |
| 2. | Jinjja Jinjja Johahae (진짜 진짜 좋아해) | 3:27 |
| 3. | yayaya (Remix ver.)                      | 3:33 |
| 4. | Wae Ireoni (Remix ver.) (왜 이러니)      | 3:49 |
| 5. | Ma boo (Remix ver.)                      | 3:29 |
| 6. | Mollayo (Remix ver.) (몰라요)            | 3:47 |
| 7. | Gwaenchanhayo (Remix ver.) (괜찮아요)    | 3:59 |